# Ирен Барберис
Ирен Барберис (Чизвик, 1953) је аустралијска уметница која живи у Мелбурну и Лондону. Такође је оснивач међународног научно-истраживачког центра као и међународни кустос и писац. Дипломирала је на постдипломским студијама на Викторијском универзитету у Мелбурну.

## Метасента
Барберис је оснивач и директор Метасенте, међународног уметничког истраживачког центра, уз подршку бројних универзитета укључујући универзитете у Мелбурну и Лондону. Њен рад са Метасентом обухвата организацију међународних уметничких пројеката, изложби, публикација и филмова.